# Forcipomyia consortis
Forcipomyia consortis är en tvåvingeart som beskrevs av Meillon och Wirth 1989. Forcipomyia consortis ingår i släktet Forcipomyia och familjen svidknott. Inga underarter finns listade i Catalogue of Life.